# Mauritz A. Hallgren

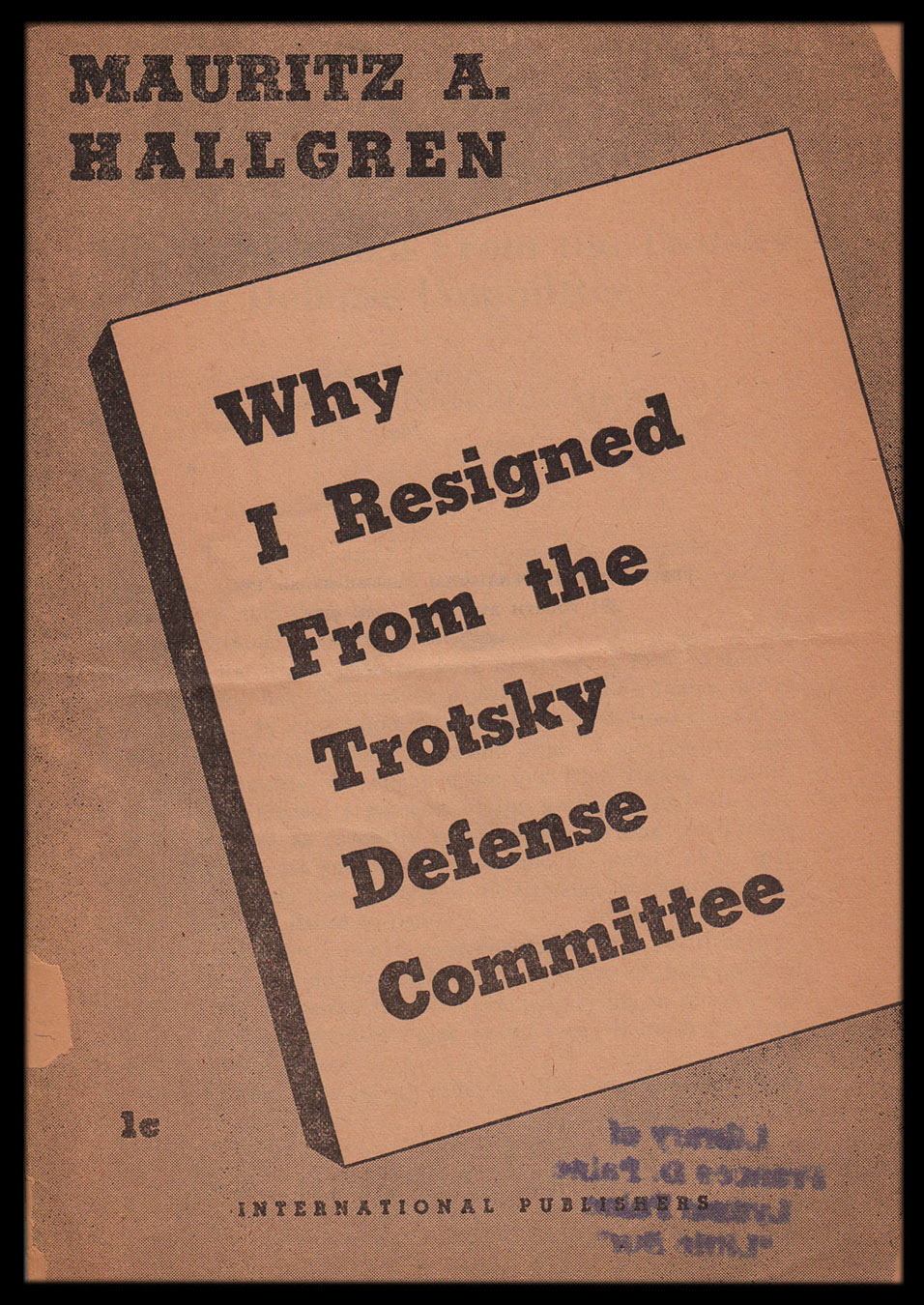
«Why I Resigned from the Trotsky Defense Committee» (1937)

Mauritz Alfred Hallgren (18 de junio de 1899-10 de noviembre de 1956) fue un periodista y escritor estadounidense.
Fue autor de obras como Seeds of Revolt. A Study of American Life and the Temper of the American People during the Depression (Alfred A. Knopf, 1933), The Gay Reformer (Alfred A. Knopf, 1935), una crítica contra el sistema capitalista de los Estados Unidos, The Tragic Fallacy (Alfred A. Knopf, 1937) o Landscape of freedom; the story of American liberty and bigotry (Howell, Soskin & Company, 1941), entre otras, además del opúsculo «Why I Resigned from the Trotsky Defense Committee» (1937). Escribió para The Nation.